# Rejectaria pallescens
Rejectaria pallescens är en fjärilsart som beskrevs av Paul Dognin 1914. Rejectaria pallescens ingår i släktet Rejectaria och familjen nattflyn. Inga underarter finns listade.